# Route nationale 75 (France)
Pour les articles homonymes, voir Route nationale 75.
La route nationale 75, ou RN 75, est une ancienne route nationale française reliant avant son déclassement Bourg-en-Bresse à Sisteron. Avant la réforme de 1972, elle avait pour origine Tournus.
Cette route est désormais intégralement transférée aux départements.

## Histoire

### Création de la route et déclassements
La route nationale 75 était, à sa création en 1824, la route « de Châlons [actuellement Chalon]-sur-Saône à Grenoble par Bourg ». Elle a été prolongée à plusieurs reprises après 1824 : son terminus est porté à Aspres-sur-Buëch de 1824 à 1842, puis à Serres jusqu'en 1950 et Sisteron jusqu'en 2006. Le tracé entre Aspres-sur-Buëch et Sisteron reprend un tronçon de la RN 93.
À l'origine, cette route reliait Tournus (sur la route nationale 6) à Sisteron. Le tronçon de Tournus à Bourg-en-Bresse est déclassé en D 975 dans les années 1970 à l'exception d'une section entre l'autoroute A40 (sortie 5) et Bourg-en-Bresse, classée RN 479 (D 1479 actuellement).
La RN 75 est déclassée dans son intégralité à la suite de la réforme de 2005 et sa gestion est confiée aux départements. Elle devient la D 1075 sauf dans les Alpes-de-Haute-Provence où elle devient la D 4075.

### Aménagements
En 1979, la section comprise entre Lagnieu et le pont de Sault-Brénaz dans l'Ain, en rive droite du Rhône, devient route départementale 122, tandis que c'est l'ancienne RD 65d, en rive gauche iséroise, jusqu'au pont de Lagnieu inclus, qui désormais supporte le tracé de la route nationale.
En 2008, Morestel a été déviée : la D 1075 emprunte le contournement tandis que la traversée de la commune est répartie entre deux gestionnaires : déclassement dans la voirie communale (C 50) entre le carrefour entre les départementales 16 et 517, puis maintien dans la voirie départementale (D 1075A) au sud de ce carrefour.

## Rôle et trafic

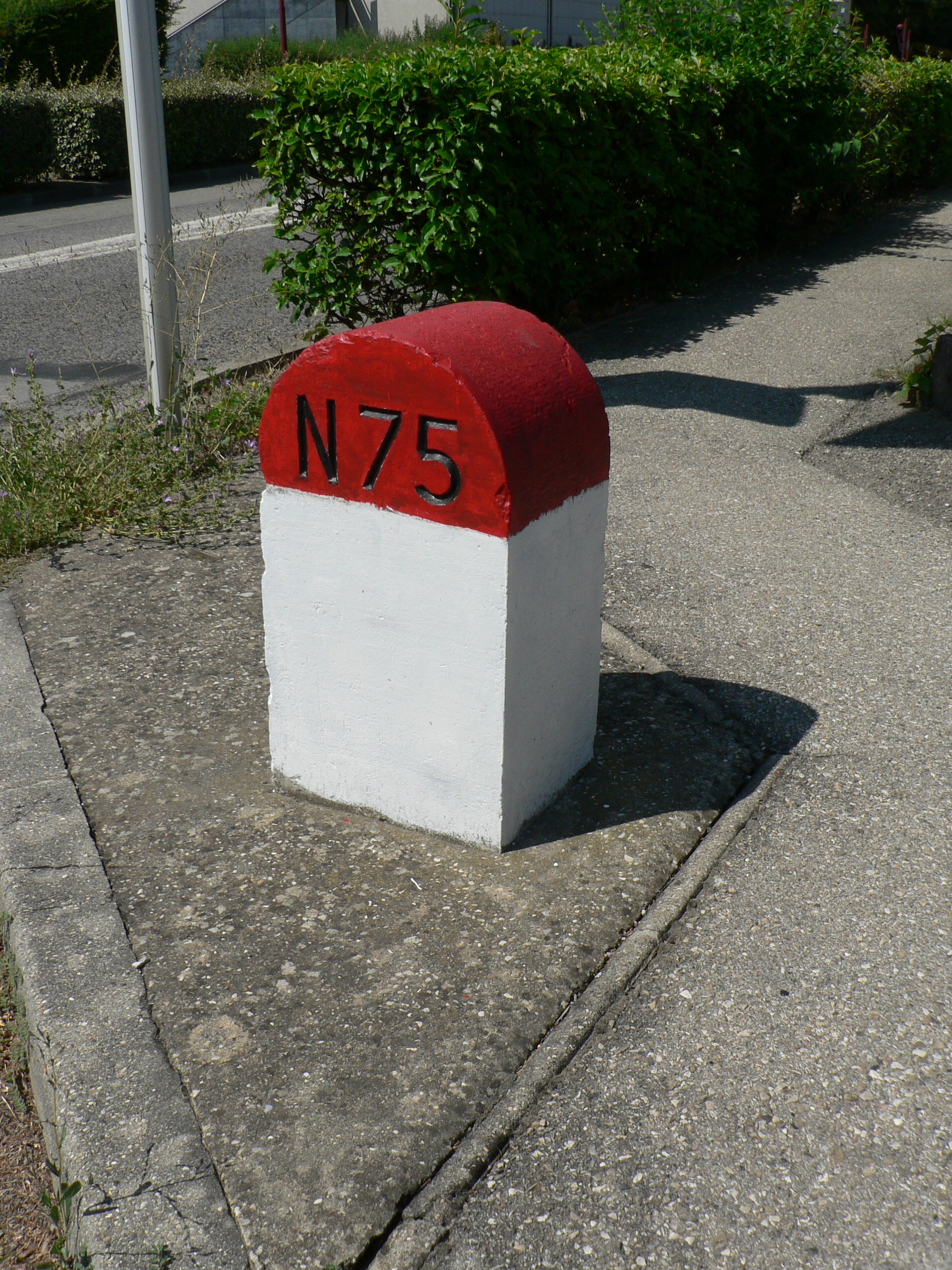
Borne kilométrique indiquant N75 (actuelle D1075) à Varces.

Même après son déclassement, la route départementale 1075 reste un axe très emprunté. De nombreux aménagements ont été réalisés pour améliorer la route : entre autres, deux ronds-points à l'entrée de Bourg-en-Bresse, la déviation d'Ambérieu-en-Bugey et de Saint-Denis-en-Bugey, ainsi que celle de Lagnieu. D'autres aménagements vont être réalisés très prochainement comme entre Bourg-en-Bresse et La Grande Vavrette (commune de Tossiat).[Passage à actualiser]
Dans le Trièves, l'ancienne route nationale est très accidentogène (chiffres?). Depuis son déclassement, aucune amélioration n'a été réalisée sur la partie iséroise. Depuis 2019, des modifications d'intersections et des créneaux de dépassement sont aménagés afin de sécuriser la circulation sur cet axe.

## Tracé

### De Tournus à Bourg-en-Bresse
Les communes et lieux-dits traversés étaient :
- Tournus
- Lacrost
- Cuisery
- Brienne
- Veilly, commune de La Genête
- Romenay
- Saint-Trivier-de-Courtes
- Mantenay-Montlin
- Saint-Julien-sur-Reyssouze
- Jayat
- Montrevel-en-Bresse
- Attignat
- Bourg-en-Bresse

### De Bourg-en-Bresse à Grenoble
Les communes traversées étaient :
- Bourg-en-Bresse (km 53)
- Pont-d'Ain (km 72)
- Saint-Denis-en-Bugey (km 85)
- Lagnieu (km 90)
- Montalieu-Vercieu (km 104)

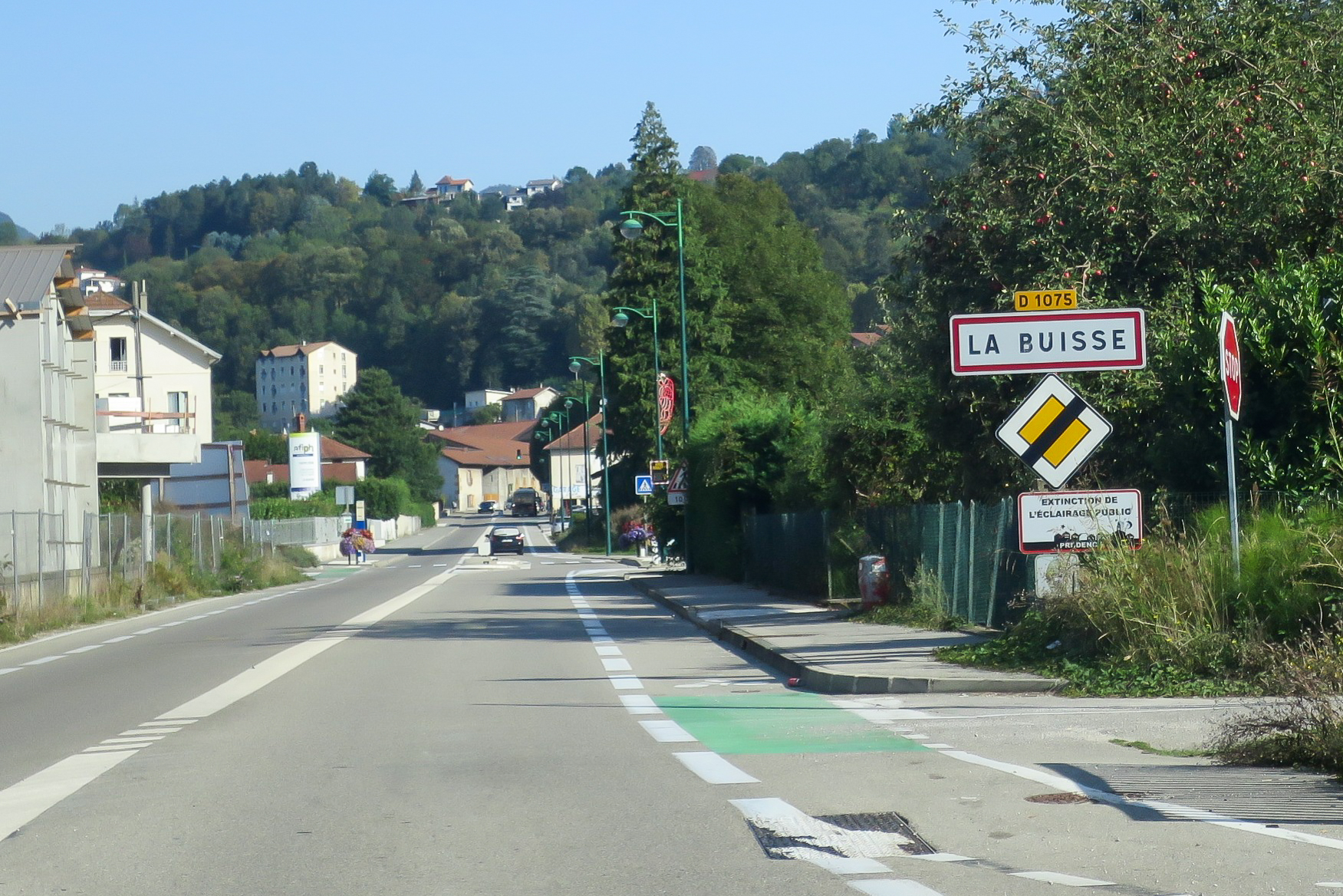
La RN 75 à La Buisse.

- Arandon, commune déléguée d'Arandon-Passins (km 117)
- Morestel (km 123)
- Veyrins-Thuellin, commune déléguée des Avenières Veyrins-Thuellin (km 131)
- Les Abrets, commune déléguée des Abrets en Dauphiné (km 142)
- La Bâtie-Divisin, commune déléguée des Abrets en Dauphiné (km 146)
- Montferrat (km 148)
- Chirens (km 157)
- Voiron (km 164)
- La Buisse (km 168)
- Voreppe (km 174)
- Fontanil-Cornillon (km 180)
- Saint-Égrève (km 183)
- Saint-Martin-le-Vinoux (km 187)
- Grenoble (km 189) (elle porte dans la ville le nom de Cours de la Libération-et-du-Général-de-Gaulle)

### De Grenoble à Sisteron

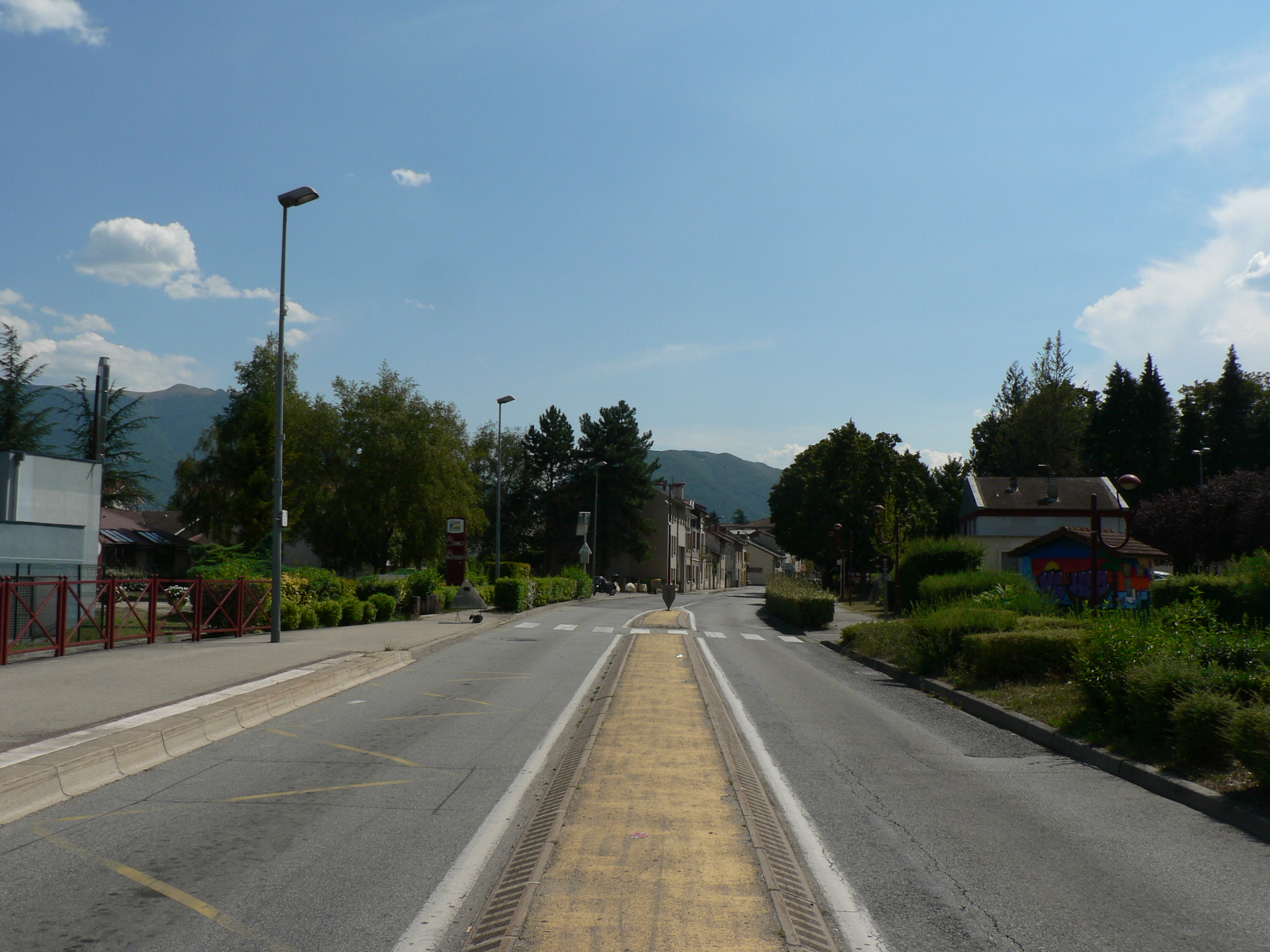
La RN 75 à Varces-Allières-et-Risset.

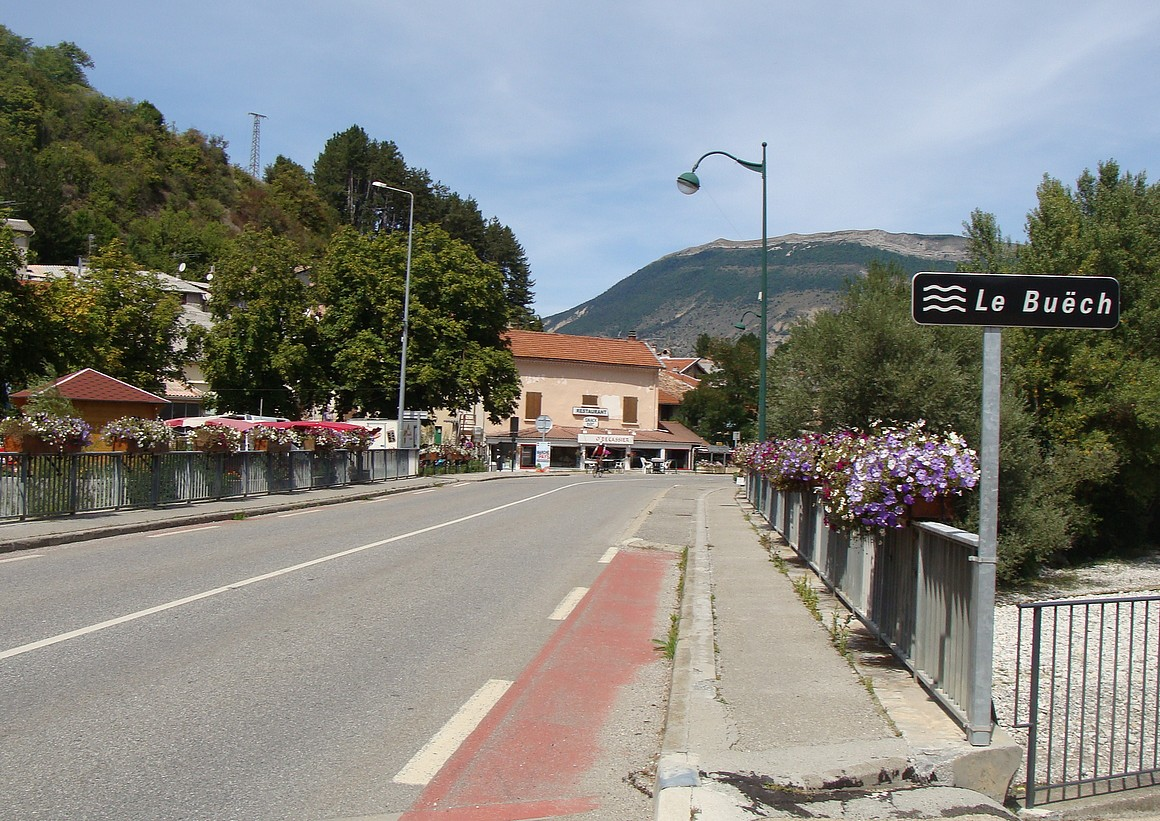
La RN 75 à Aspremont.

Cette nationale est actuellement déclassée en route départementale RD 1075 (RD 4075 dans les Alpes-de-Haute-Provence). Elle fait aussi partie de la route européenne 712.
Cette route n'existait pas encore sous Napoléon Bonaparte. Les communes et lieux traversés comprennent :
- Échirolles (km 194)
- Claix, avec passage sur le Pont Lesdiguières
- Varces (km 203)
- Vif (km 206)
- Saint-Martin-de-la-Cluze
- Sinard
- Monestier-de-Clermont (km 223)
- Col du Fau
- Roissard
- Saint-Michel-les-Portes
- Saint-Martin-de-Clelles
- Clelles (km 240)
- Percy
- Le Monestier-du-Percy
- Saint-Maurice-en-Trièves
- Lalley
- Col de la Croix-Haute
- Lus-la-Croix-Haute (km 263)
- Saint-Julien-en-Beauchêne
- La Faurie
- Aspres-sur-Buëch (km 284)
- Aspremont (km 288)
- Sigottier
- Serres (km 296)
- Le Bersac
- Montrond (km 301)
- Saint-Genis, commune déléguée de Garde-Colombe
- Eyguians, commune déléguée de Garde-Colombe (km 306)
- Laragne-Montéglin (km 312)
- Mison
- Sisteron (km 325)